# فرانچسکا ساوریا کابرینی
فرانچسکا ساوریا کابرینی (ایتالیایی: Francesca Saveria Cabrini؛ زاده ۱۵ ژوئیهٔ ۱۸۵۰ – درگذشته ۲۲ دسامبر ۱۹۱۷) همچنین به نام مادر کابرینی، یک خواهر مذهبی از آمریکایی‌های ایتالیایی‌تبار کاتولیک بود. او خواهران مبلغ قلب مقدس عیسی را تأسیس کرد، یک مؤسسه مذهبی که پشتیبان اصلی برای هموطنان ایتالیایی مهاجرش به ایالات متحده بود. او اولین شهروند ایالات متحده بود که در ۷ ژوئیه ۱۹۴۶ توسط کلیسای کاتولیک به عنوان قدیس‌شدن شناخته شد.